# Neapolis (Sardegna)
Neapolis (in greco antico: Νεάπολις?; in sardo Nàbui) ovvero "città nuova", fu un'antica città della Sardegna, fra le più importanti località dell'isola. Era collocata sulla costa occidentale, all'estremità meridionale del golfo di Oristano, nell'attuale località di Santa Maria di Nàbui, nel comune di Guspini, provincia del Medio Campidano. L'Itinerario antonino colloca Neapolis a 60 miglia dalla città di Sulki, posta dove sorge l'odierna Sant'Antioco, ed a 18 miglia da Othoca (l'attuale Santa Giusta vicino a Oristano).

## Origini del nome
Il nome sembrerebbe indicare chiaramente un'origine greca, ma non esistono testimonianze riguardo alla storia e alla fondazione della città.  Un'altra ipotesi sull'origine del termine Nàbui considera il nome sardo una derivazione diretta dall'antico nome in greco (Neapolis > Nàbui); A sua volta il toponimo "neapolis" sarebbe un calco greco del nome punico "città nuova" ovvero "Cartagine". Secondo Raimondo Carta Raspi, Neapolis, che lì sorgeva a circa sette chilometri a sud ovest di Terralba, doveva il nome alla romanizzazione della precedente denominazione, Nabui.  Giova peraltro sottolineare come in Babilonia Nabu fosse il dio degli scribi e delle arti e nelle località dove hanno vissuto gli Shardana il nome Nabu indicava genericamente la divinità. Neapolis quindi sarebbe stata una città marittima già al tempo degli Shardana (come in realtà era sin dal neolitico), ed il suo bacino portuale si trovava presumibilmente dove oggi è lo stagno di Santa Maria. (Raimondo Carta Raspi: "Storia della Sardegna" ed Mursia; Giangiacomo Pisu: "I porti Nuragici e Shardana" ed PTM Editrice).

## Storia

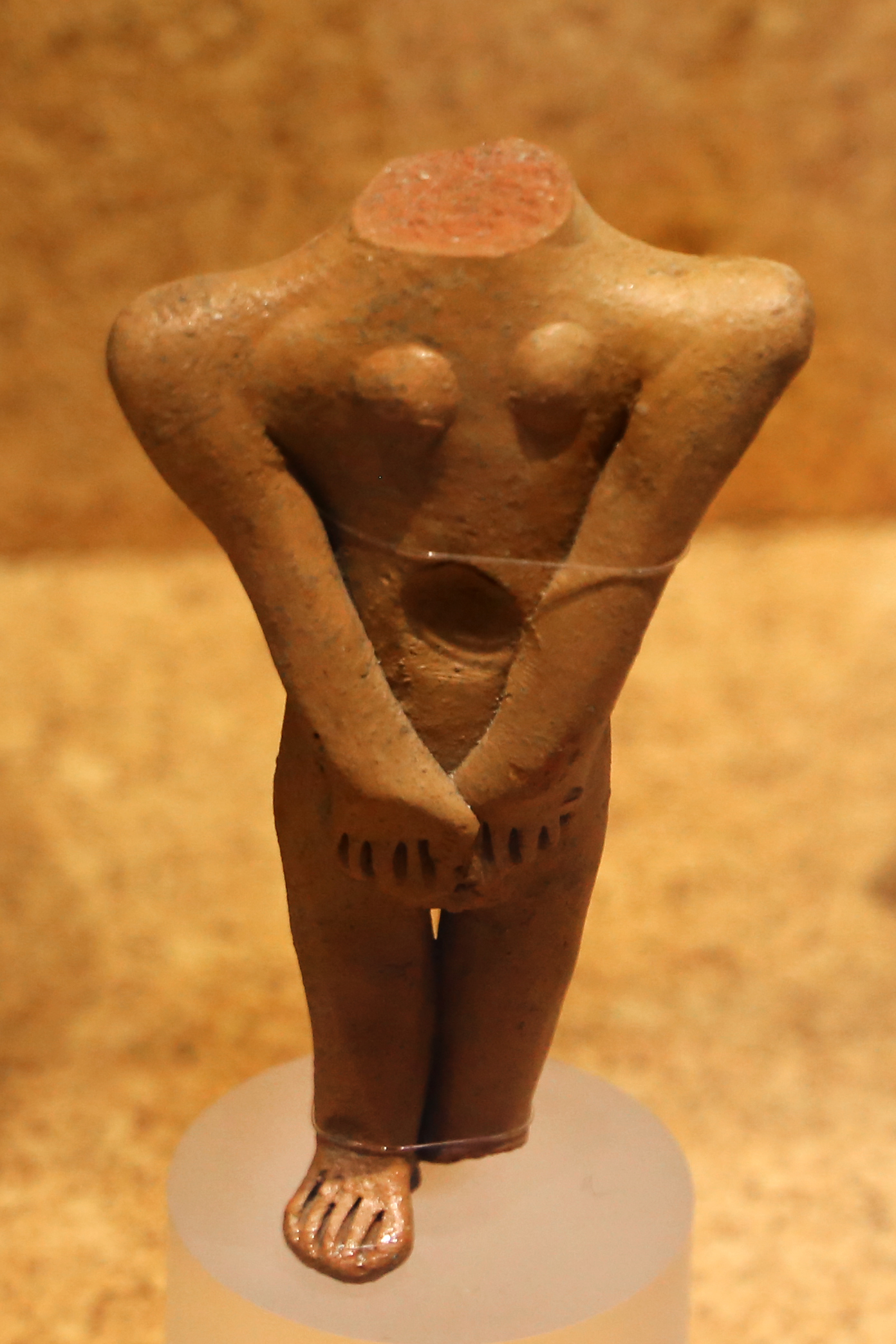
Età punico-romana, statuina maschile in terracotta, da Neapolis

L'insediamento umano nel territorio è documentato, allo stato attuale degli studi, a partire dal tardo Neolitico. Il territorio Neapolitano è caratterizzato da un ambiente rurale ancora integro che conserva numerose tracce del passato: nuraghi, ville romane e antichi pozzi.
La città fu sotto controllo fenicio-punico e successivamente romano. È descritta da Plinio come una delle più importanti città della Sardegna, e il suo nome compare anche in Tolomeo e negli Itinerari. Tolomeo, negli Itinerari, cita la sorgente delle Aquae Neapolitanae o Aquae Calidae Neapolitanorum, collocandole ad una certa distanza nell'interno, lungo la strada che da Othoca conduceva a Caralis (l'odierna Cagliari). Probabilmente sono da identificare con le fonti termali conosciute come terme di Santa Maria Acquas.
La forza segreta di questa terra, quella prosperità che ha permesso di edificare i meravigliosi monumenti risalenti al periodo imperiale romano, deriva dalla sua identità rurale. Gli ulivi, che hanno completamente soppiantato i cedri romani raccontati da Rutilio Tauro Emiliano Palladio, costituiscono un paesaggio naturale per le nuove forme di economia.
Il fatto che nella città siano stati rinvenute monete del 27 a.C. evidenzia il suo prestigio sino al periodo pre-bizantino. In tarda età romana la città fu sede episcopale. Con l'ascesa dei musulmani Arabi, la città acquistò una posizione di preminenza nel sistema difensivo bizantino, sebbene venisse da questi conquistata nel 646 per un breve periodo.
Abbandonata, la popolazione si spostò nell'entroterra, fondando l'attuale cittadina di Terralba

## Scavi
I primi scavi noti vennero effettuati nel 1841 da tre ricercatori di tesori di Terralba; le successive campagne di scavo vennero condotte da G. Spano e V. Crespi (4-6 maggio 1858) e dalla Soprintendenza alle Antichità della Sardegna (18 maggio-9 luglio 1951) ad opera di Giovanni Lilliu. Nel 1967 il lavoro congiunto tra Soprintendenza e l'Istituto di Studi del Vicino Oriente dell'università di Roma portò alla luce strutture di epoca Punica. A partire dal 1971, le ricerche sono state condotte da Raimondo Zucca.
Le rovine di Neapolis sono ancora visibili alla foce del fiume Pabillonis, nel punto in cui la corrente forma un estuario o una laguna, chiamata Stagno di Marceddì, e sono presenti resti significativi di edifici antichi come le vestigia di una strada romana e di un acquedotto. Il sito è contrassegnato da un'antica chiesa denominata Santa Maria 'e Nàbui (Santa Maria di Neapolis)  .